# دهستان گانگزور
دهستان گانگزور (به لاتین: Gangzur Gewog) یک دهستان در کشور بوتان است که در ناحیهٔ لهونتسه واقع شده‌است.